# 6981 Chirman
6981 Chirman eller 1993 TK2 är en asteroid i huvudbältet som upptäcktes den 15 oktober 1993 av Bassano Bresciano-observatoriet i Bassano Bresciano. Namnet är en samnskrivning av namnet på byn Manerbio och en avdelning på byns sjukhus.
Asteroiden har en diameter på ungefär 7 kilometer och den tillhör asteroidgruppen Eunomia.